# Luís Gama
Luís Gonzaga Pinto da Gama (Salvador, 21 de junho de 1831 – São Paulo, 24 de agosto de 1882) foi um advogado, abolicionista, orador, jornalista e escritor brasileiro. É o Patrono da Abolição da Escravidão do Brasil.
Nascido de mãe negra livre e pai branco, foi contudo escravizado aos 9 anos, e permaneceu analfabeto até os 17 anos de idade. Conquistou judicialmente a própria liberdade e passou a atuar na advocacia em prol dos cativos, sendo já aos 29 anos autor consagrado e considerado "o maior abolicionista do Brasil".
Apesar de considerado um dos expoentes do romantismo, obras como a "Apresentação da Poesia Brasileira", de Manuel Bandeira, sequer mencionam seu nome. Teve uma vida tão ímpar que é difícil encontrar, entre seus biógrafos, algum que não se torne passional ao retratá-lo — sendo ele próprio também carregado de paixão, emotivo e ainda cativante. Neste sentido declara o historiador Boris Fausto que Gama era dono de uma "biografia de novela".
Foi um dos raros intelectuais negros no Brasil escravocrata do século XIX, o único autodidata e o único a ter passado pela experiência do cativeiro. Pautou sua vida na luta pela abolição da escravidão e pelo fim da monarquia no Brasil, contudo veio a morrer seis anos antes da concretização dessas causas. Em 2018 seu nome foi inscrito no Livro de Aço dos heróis nacionais depositado no Panteão da Pátria e da Liberdade Tancredo Neves.

## Panorama da época
São Paulo, onde viveu Gama por quarenta e dois anos, era em meados do século XIX uma ainda acanhada capital de província (do mesmo nome) que, com a demanda da produção cafeeira a partir da década de 1870, viu o preço dos escravizados atingir um valor que tornava quase proibitiva sua posse urbana. Até este período, contudo, era bastante comum a propriedade de "escravos de aluguel", sobre cujo trabalho seus donos hauriam a fonte de sustento, ao lado dos ditos "escravos domésticos".
Tinha São Paulo na época uma população dez vezes menor que a da Corte (Rio de Janeiro), e uma presença da cultura jurídica bastante acentuada pois, desde 1828, ali se instalara uma das duas únicas faculdades de Direito do país, a Faculdade de Direito do Largo de São Francisco, que acolhia alunos de todo o país, provindos de todas as camadas sociais — além dos filhos da oligarquia rural, membros da elite intelectual que então se formava (Gama a definiu, então, como "Arca de Noé em ponto pequeno").

## Infância e escravidão
Luís Gama nasceu em 21 de junho de 1830 ou 1831, na rua do Bângala Nº 2, no centro da cidade de Salvador, na Bahia. Mesmo com as poucas informações existentes sobre sua infância, sabe-se que era filho de Luísa Mahin, uma africana alforriada, e de um fidalgo de família portuguesa, que morava na Bahia. Aos sete anos, sua mãe viajou para o Rio de Janeiro para participar da revolta da Sabinada, nunca mais o reencontrando. Já em 1840, o pai acabou se endividando com jogos de azar, de modo que recorreu à venda de Luís Gama como escravizado para pagar suas dívidas. Não há evidência de que seu pai o tenha procurado após isso. Quando adulto, Gama entendeu que ao ser vendido ele foi vítima do delito de "Reduzir á escravidão a pessoa livre, que se achar em posse da sua liberdade.", previsto no Artigo 179 do Código Criminal do Império do Brasil, sancionado pouco após seu nascimento. Além disto, devido ao fato de que as revoltas ocorridas na Bahia tenham levado a proibição da venda dos escravizados desta província para outras regiões do Brasil, a venda e transporte de Luís Gama para São Paulo se constituiu como contrabando.

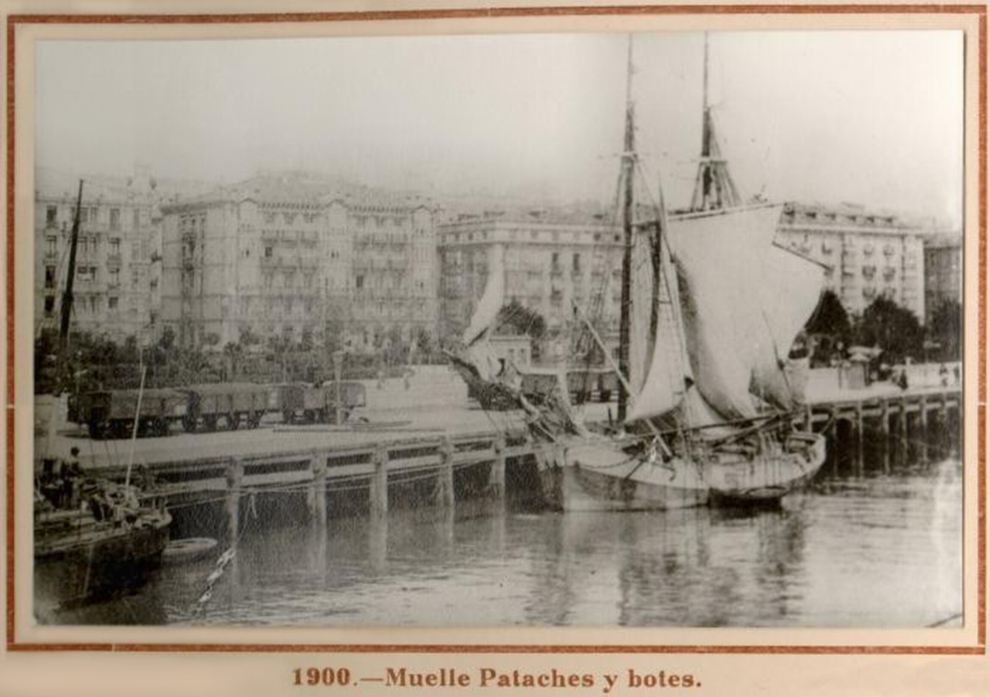
Um patacho, tipo de embarcação a velas no qual viajou Luís Gama, como escravizado.

Numa carta autobiográfica que enviou em 1880 a Lúcio de Mendonça, descreve assim seu nascimento e primeira infância:
Nasci na cidade de S. Salvador, capital da província da Bahia, em um sobrado da Rua do Bângala, formando ângulo interno, em a quebrada, lado direito de quem parte do adro da Palma, na Freguesia de Sant'Ana, a 21 de junho de 1830, pelas 7 horas da manhã, e fui batizado, oito anos depois, na igreja matriz do Sacramento, da cidade de Itaparica.
Lígia Ferreira, uma das pesquisadoras que mais estudou a vida de Gama, assinala que estas informações não puderam ser comprovadas, embora realce que o sobrado em que situa seu nascimento ainda exista; o registro de seu batizado não pôde ser encontrado, e junta a isso o fato de que a omissão do nome paterno em seu relato lança dúvidas sobre sua real identidade.
As pesquisadoras Lisa Earl Castillo e Wlamyra Albuquerque anunciaram a descoberta de novos documentos no Arquivo Público do Estado da Bahia em que afirmam conter novas informações inéditas sobre a biografia de Luiz Gama que lançariam novas hipóteses sobre o nascimento, infância e filiação de Luiz Gama.
Entre os documentos encontrados, o suposto assento de batismo, registrado na paróquia do Santíssimo Sacramento e Sant’Ana na cidade de Salvador em outubro de 1831, que teria sido o primeiro batismo em contraste com o segundo batismo que teria acontecido anos depois, mas que nunca foi achado:
Luis Parvulo 

Aos dois de outubro de mil oitocentos e trinta e hum nesta matriz do S. Sacramento e Sta Anna baptizei solemnemente e pus os santos óleos a LUIS, pardo, fôrro com tres mezes e meio de idade, filho de Luiza, escrava de Maria Rosa de Jesus, solteira, moradora nesta freguesia: foi padrinho Antonio Agostinho, solteiro, morador na mesma. E para constar fiz este assento que assignei. O Vigário Manoel Coelho de S. Payo Menezes.

Posto à venda, foi rejeitado "por ser baiano". Após a revolta dos Malês, criou-se um estigma de que cativos baianos eram revoltosos e tinham mais propensão a fugir. Foi levado ao Rio de Janeiro, onde foi vendido para o alferes Antônio Pereira Cardoso, um comerciante de escravizados que o levou para ser revendido em São Paulo. Do porto de  Santo, Gama e os demais escravizados foram levados a pé para serem vendidos em Jundiaí e Campinas. Com todos os compradores resistindo a comprá-lo por ser baiano, Gama passou a trabalhar como escravizado doméstico na propriedade do alferes, lavando e passando roupa, e em seguida se tornou escravizado de ganho, trabalhando como costureiro e sapateiro, no município de Lorena.

## Liberdade e vida adulta
Em 1847, Luís Gama teve contato com um estudante de Direito, Antônio Rodrigues do Prado Júnior, que se hospedou na casa de seu senhor e ensinou-lhe o alfabeto. No ano seguinte Gama já era alfabetizado e havia ensinado os filhos do alferes a ler, o que ele usou como argumento em favor de sua alforria, o que não foi bem-sucedido. Com isso, Luís Gama consegue provar sua liberdade e se alistou ao exército em 1848. Permanecem obscuros, contudo, os artifícios utilizados por Luis Gama para obter sua liberdade, sendo aventada a possibilidade de que, para tal, tenha se utilizado do depoimento do pai — cuja identidade ele próprio zelava por manter obscura. Também há a teoria de que Gama teria fugido da propriedade e argumentou ser livre por saber ler e escrever, que eram habilidades que a maioria dos escravizados não possuíam. Foi parte da Guarda Municipal de 1848 até 1854, quando foi preso por 39 dias por "insubordinação" após "ameaçar um oficial insolente" que o havia insultado. Antes disso, em 1850, havia se casado com Claudina Fortunata Sampaio.

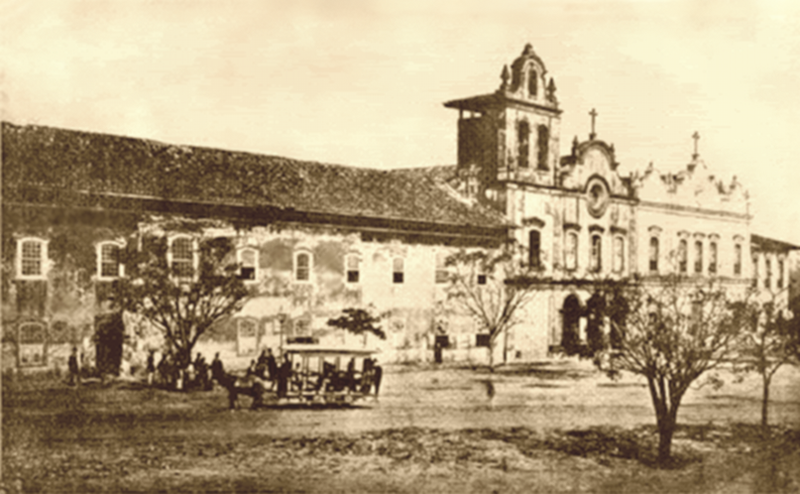
Fotografia da Faculdade de Direito do Largo de São Francisco, em 1860.

Mesmo servindo no exército, era escolhido para trabalhar como copista para autoridades oficiais nas horas vagas, já que possuía boa caligrafia. Em 1856, foi contratado como escrivão da Secretaria de Polícia de São Paulo, no gabinete de Francisco Maria de Souza Furtado de Mendonça, um conselheiro e professor de Direito. Com o conhecimento de Francisco Mendonça e dispondo de sua biblioteca, Luís Gama estudou mais a matéria do Direito até que tomou a decisão de graduar-se, pela Faculdade de Direito do Largo de São Francisco. No entanto, os alunos da Faculdade se manifestaram contrários à sua presença, impossibilitando a matrícula de Luís Gama, que passou a estudar por conta própria, como participando das aulas como ouvinte e se tornou um rábula, nome dado ao indivíduo que possuía conhecimento jurídico o suficiente para advogar, mesmo sem possuir o diploma de advogado. Após atuar em processos de escravizados, Gama foi demitido do cargo na Secretária de Polícia, em 1868, por pressão dos conservadores que estavam insatisfeitos com as alforrias conquistadas pelo rábula. Gama definiu sua demissão "a bem do serviço público" como uma consequência do trabalho que vinha a fazer de libertar escravizados que se achavam em situação ilegal, além de denunciar os desmandos do sistema, ou, em suas palavras:
a turbulência consistia em eu fazer parte do Partido Liberal; e, pela imprensa e pelas urnas, pugnar pela vitória de minhas e suas [Lúcio de Mendonça, a quem escreve] ideias; e promover processos de pessoas livres criminosamente escravizadas, e auxiliar licitamente, na medida de meus esforços, alforrias de escravos, porque detesto o cativeiro e todos os senhores, principalmente os reis.

## Literatura

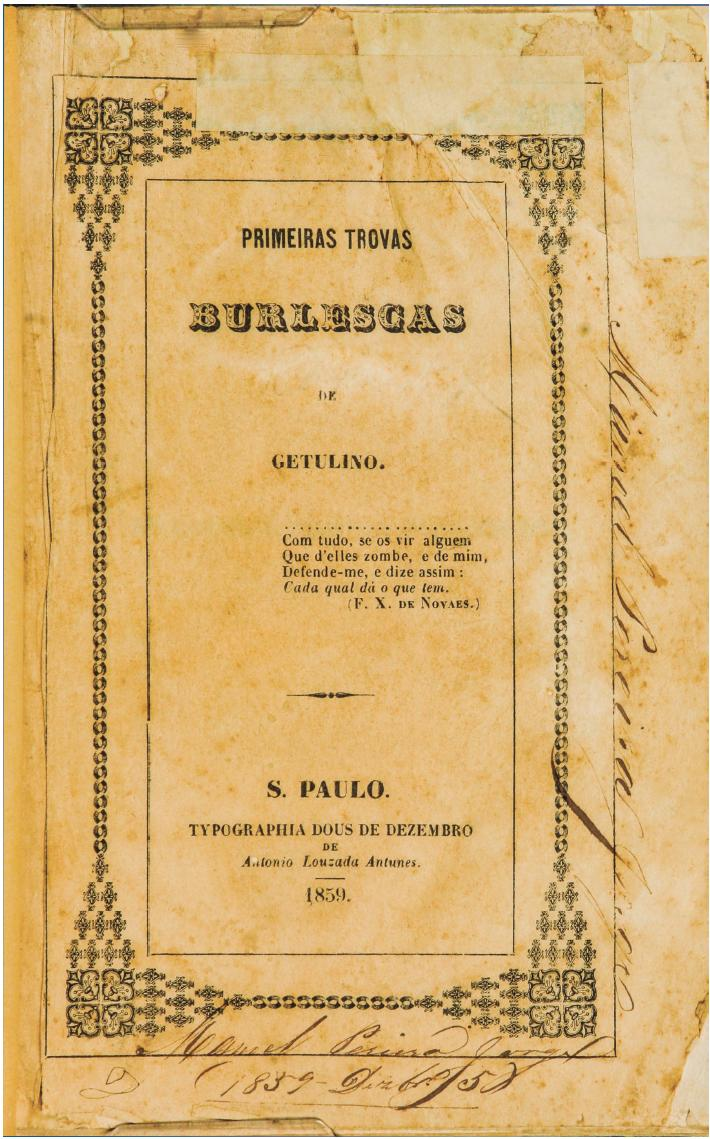
Capa da primeira edição de Primeiras Trovas Burlescas, publicado em 1859.

Gama foi um leitor da obra Vida de Jesus, do filósofo francês Ernest Renan, publicada originalmente em 1863 e logo traduzida no Brasil, sendo um dos primeiros a dela referir-se no país. Sua única obra, publicada originalmente em duas edições (1859 e 1861), Primeiras Trovas Burlescas, colocou-o no panteão literário do Brasil apenas doze anos depois de haver aprendido a ler. Este livro, dedicado a Salvador Furtado de Mendonça, magistrado que lecionava no Largo de S. Francisco e que ali também dirigia a sua biblioteca (o que permite inferir daí que tenha facilitado a Gama o acesso ao seu acervo), também traz poemas de autoria de seu amigo José Bonifácio, o Moço, em anexo. A terceira edição da obra só veio ocorrer postumamente, em 1904.

### Poesia: o "Orfeu de carapinha"
Lembrando a figura do poeta grego Orfeu, e aludindo ao seu cabelo crespo, Gama foi chamado de "Orfeu de carapinha", e dominava tanto a poesia lírica, quanto satírica.
Sua poética transcorre na primeira pessoa, sem esconder a própria origem e sem deixar de proclamar sua negritude; ao lado disto, não deixa de usar as imagens tradicionais de seu tempo, como as evocações mitológicas (tais como Orfeu, Cupido etc.) ou aos poetas do passado (como Lamartine, Camões, por exemplo).
Contudo, Gama reverte essas imagens à sua condição: a musa é da Guiné, o Orfeu tem "carapinha". Ao retratar a sociedade branca, usa de imagens fortemente satíricas:
Com sabença profunda irei cantando

Altos feitos da gente luminosa,

(...)

Espertos manganões de mão ligeira,

Emproados juízes de trapaça,

E outros que de honrados têm fumaça,

Mas que são refinados agiotas.

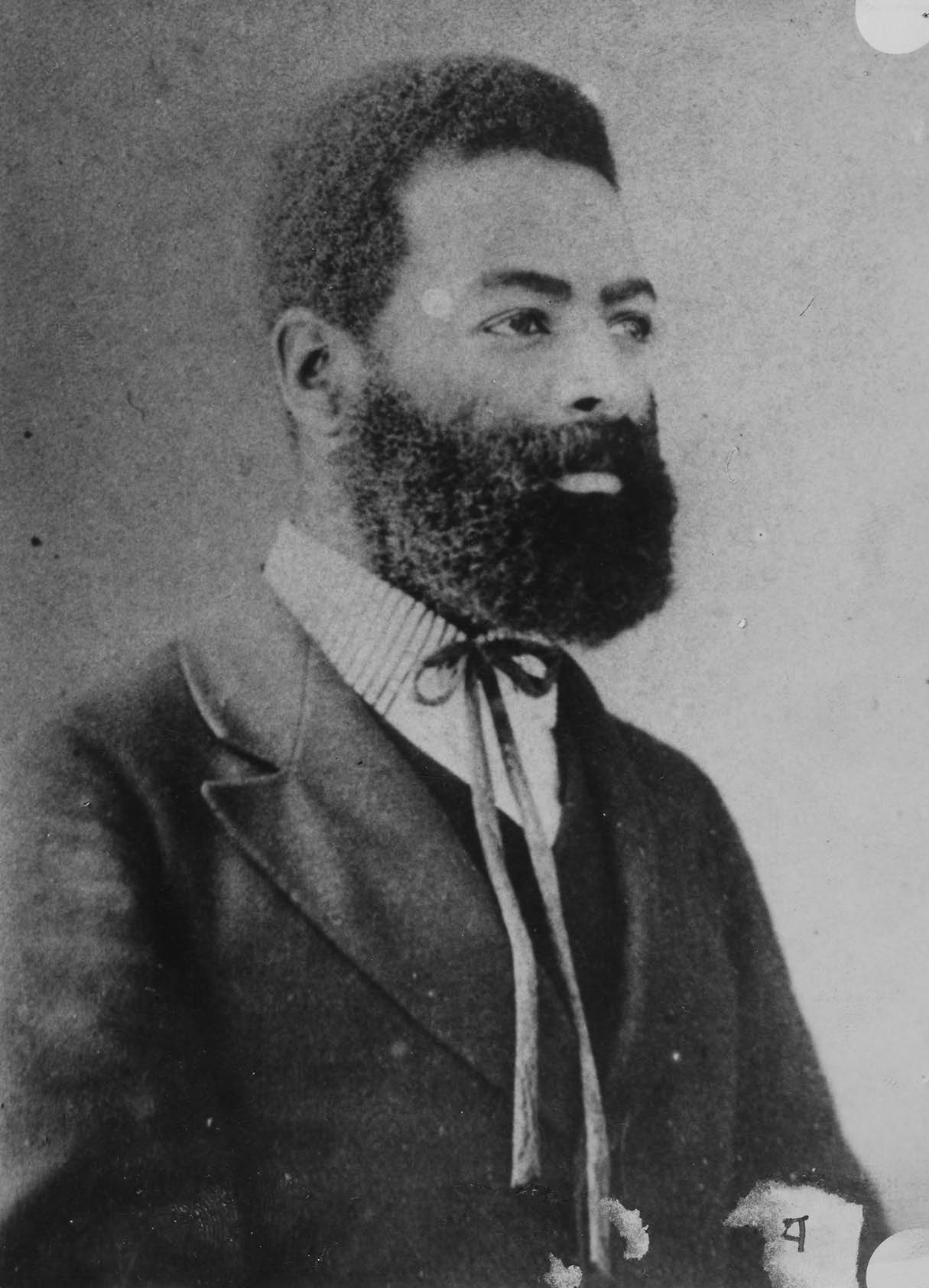
Gama, por volta de 1860

Ele constrói, a partir dos elementos da cultura branca, a antítese para a cultura e civilização dos negros, preenchendo-os com elementos da poesia tradicional; assim, contrapõe-se a "musa da Guiné" ás musas greco-romanas; o granito escuro ao branco mármore; a marimba e o cabaço à lira e à flauta:
Ó Musa da Guiné, cor de azeviche,

Estátua de granito denegrido,

(...)

Empresta-me o cabaço d'urucungo,

Ensina-me a brandir tua marimba (...)
Sobre si mesmo traça, nos seus versos, uma imagem que longe está da figura do "pobre coitado" ou sofredor que figura nos negros pintados por poetas brancos contemporâneos como Castro Alves. Gama atinge-se com a mesma crítica feroz com que ataca o sistema, menosprezando seu próprio valor ante os padrões culturais vigentes, que ele implicitamente aceita:
Se queres, meu amigo,

No teu álbum pensamento

Ornado de frases finas,

Ditadas pelo talento;

Não contes comigo,

Que sou pobretão:

Em coisas mimosas

Sou mesmo um ratão.
Gama chega, até, a ironizar a situação do negro, apartado da riqueza, das ciências e das artes:
Ciências e letras

Não são para ti:

Pretinha da Costa

Não é gente aqui.

### Bode
"Bode" era um termo utilizado na época de Gama para fazer referência pejorativa a negros e pardos, mais especificamente: "reunião de mestiços", sendo o próprio poeta alvo dessas ofensas. Com isso, em 1861, no poema Quem sou eu?, também conhecido como Bodarrada, Gama se utiliza do termo ironicamente para satirizar a sociedade brasileira, ao mesmo tempo em que afirmava a igualdade humana independente da cor:
Se negro sou, ou sou bode,

Pouca importa. O que isto pode?

Bodes há de toda a casta.

Pois que a espécie é muita vasta...

Há cinzentos, há rajados,

Baios, pampas e malhados,

Bodes negros, bodes brancos,

Bodes ricos, bodes pobres,

Bodes sábios, importantes,

E também alguns tratantes…

[...]

Haja paz, haja alegria,

folgue e brinque a bodaria;

cesse, pois, a matinada,

porque tudo é bodarrada!

## Ativismo abolicionista

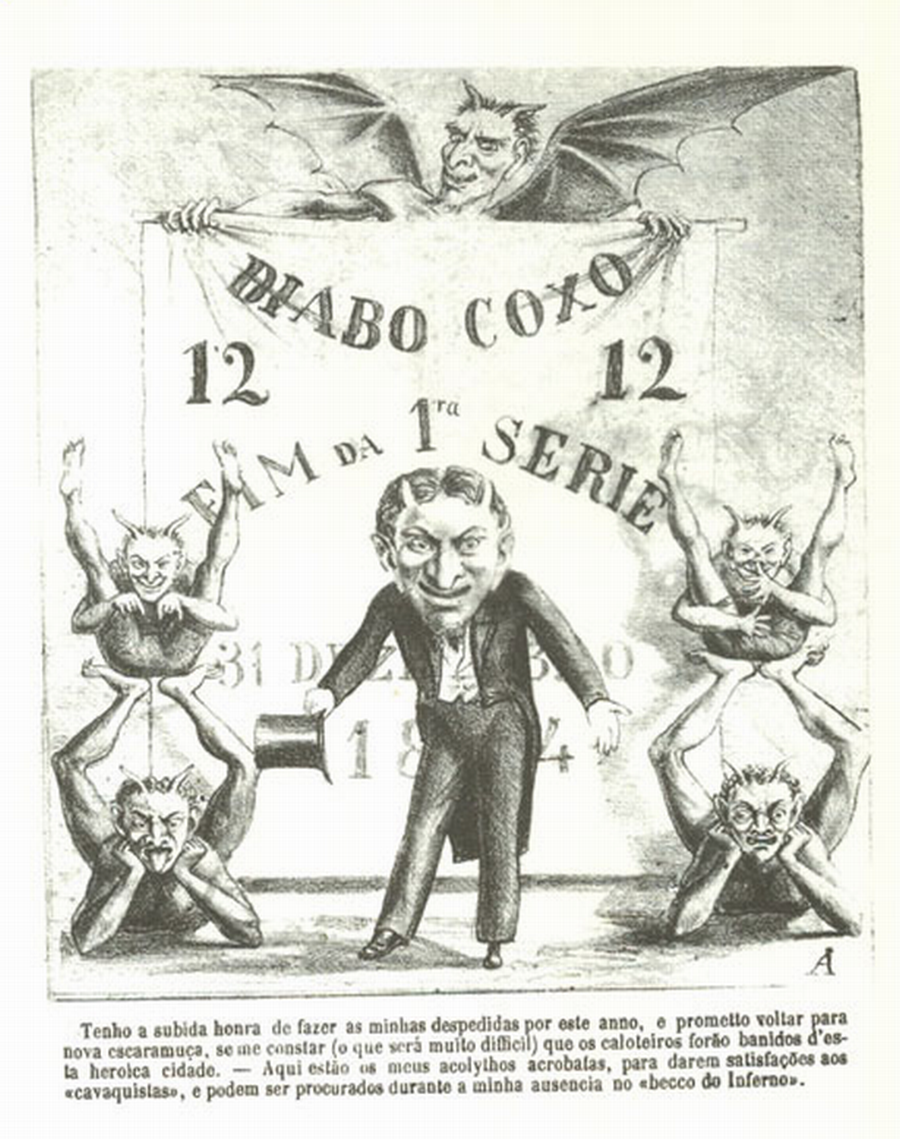
Diabo Coxo (dez/1864), fundado por Gama e Agostini.

### Jornalismo e maçonaria
Parte do ativismo abolicionista de Luís Gama residiu na atividade na imprensa. Começou a carreira jornalística, na capital paulista, junto ao caricaturista Angelo Agostini; ambos fundaram, em 1864 o primeiro jornal ilustrado humorístico daquela cidade, intitulado Diabo Coxo, que durou de outubro de 1864 até novembro de 1865. Antes, porém, ele havia sido aprendiz de tipógrafo no O Ipiranga e havia chegado na redação do Radical Paulistano. Sua ação como jornalista e advogado, já em 1869, havia-o tornado umas das figuras de maior influência e popularidade da cidade de São Paulo. Apesar disso, Gama não tornou-se um homem rico e guardava o pouco dinheiro que tinha para doar aos necessitados que o procuravam. Luís Gama foi o único abolicionista negro do Brasil a ter passado pela escravidão.
Mas Gama também escreveu artigos para outros jornais, em que discorria sobre assuntos sociorraciais do Brasil Imperial. Em artigo intitulado Foro de Belém de Jundiaí, publicado no Radical Paulistano, Gama denuncia a decisão de um juiz que, após a morte de um senhor de escravizados, permitiu o leilão de um ex-escravizado que fora alforriado pelo filho herdeiro. Suas ações jornalísticas e na justiça lhe trouxeram muitos inimigos e o autor Júlio Emílio Braz chega a afirmar que Dioguinho teria sido contratado para assassiná-lo quando Gama já estava perto do fim de sua vida, mas uma carta escrita para seu filho em 23 de setembro de 1870 deixa claro que ele já sofria ameaças contra sua vida havia tempo.
Em 1866, ainda com Agostini, agora com adesão de Américo de Campos, fundam o hebdomadário Cabrião; os três pertenciam à mesma loja maçônica, e comungavam dos mesmos ideais republicanos e abolicionistas. A Loja Maçônica América foi bastante ativa na causa abolicionista; fundada por Luís Gama e Ruy Barbosa e dela também teria feito parte Joaquim Nabuco (que omite seu passado maçônico). Quando de sua morte era Gama o Venerável Mestre da instituição.
Um de seus projetos dentro da maçonaria foi, em junho de 1869, pela Loja América e junto de Olímpio da Paixão, a criação de uma escola gratuita para crianças e um curso primário para adultos no período da noite na rua 25 de março. O historiador Bruno Rodrigues de Lima também encontrou um manuscrito que apresenta a ideia de que Gama teria sido responsável pela criação de uma biblioteca comunitária com 5 mil títulos, algo que era atribuído à Loja América, além de seus manifestos publicados no jornal "Democracia" demonstram seu comprometimento com um projeto de escola pública e laica pelo menos 30 anos antes dos primeiros debates sobre este assunto.

### O "estilo Gama" de atuação judicial

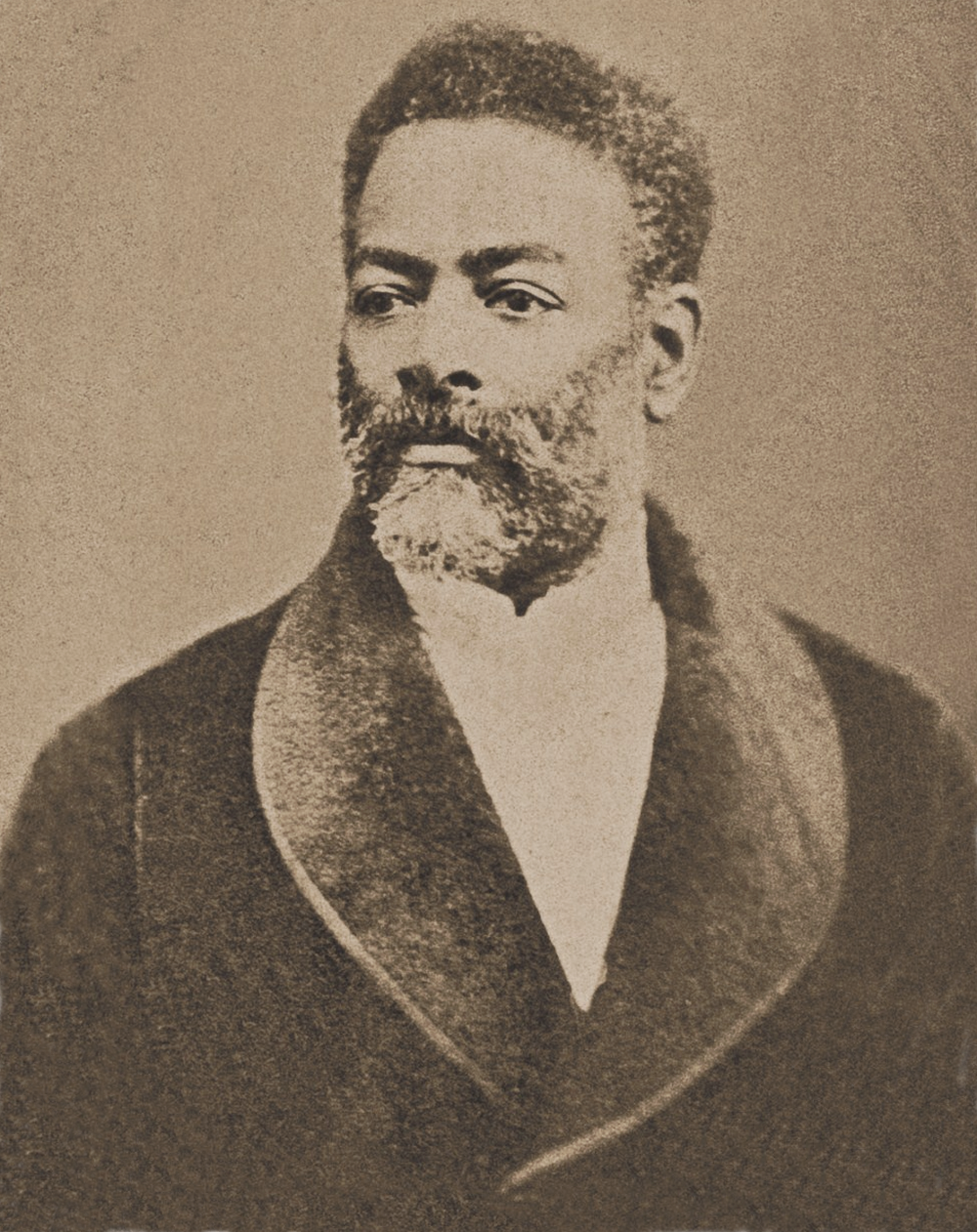
Gama, na maturidade

Em 1831, foi promulgada uma lei que proibia a importação de escravizados no Brasil, tornando livre qualquer indivíduo traficado assim que desembarcasse. Chamada de Lei Feijó, ficou mais conhecida por lei para inglês ver, por ser uma lei aprovada para apaziguar as pressões inglesas de abolição da escravidão no Brasil, sem que acabasse na prática a importação de escravizados. Embora não fosse uma lei cumprida por traficantes de escravizados, foi o instrumento legal pelo qual Gama se utilizou para conseguir a libertação de escravizados. O chamado "estilo Gama" consistia em provar por meio de processo judicial que os negros escravizados defendidos por Gama foram trazidos ilegalmente para o Brasil, ou seja, após a promulgação da Lei Feijó em 1831, devendo, portanto, serem libertos.
Com a promulgação da Lei do Ventre Livre em 1871, Gama conseguiu mais alforrias de escravizados. Em um dos itens da lei, ficou estabelecida a exigência de matrícula de cada escravizado que um senhor possuísse. Caso o escravizado não possuísse a matrícula, podia ser usado como argumento para sua alforria, como fez Gama. Também o artigo 4º da lei formalizou a compra da carta de alforria do escravizado pelo próprio ou por outros, o que deu margem para abolicionistas se passarem por avaliadores de escravizados e abaixar os valores de compra, permitindo a Gama e a outros abolicionistas a compra de mais alforrias por valores reduzidos.
Embora atuasse principalmente na defesa dos negros acusados de crimes, dos que fugiam ou para buscar-lhes a alforria judicialmente, não se negava a atender graciosamente aos pobres de qualquer etnia, havendo casos em que defendera imigrantes europeus lesados por brasileiros. Gama também ajudava os escravizados recém libertados a encontrar um emprego.

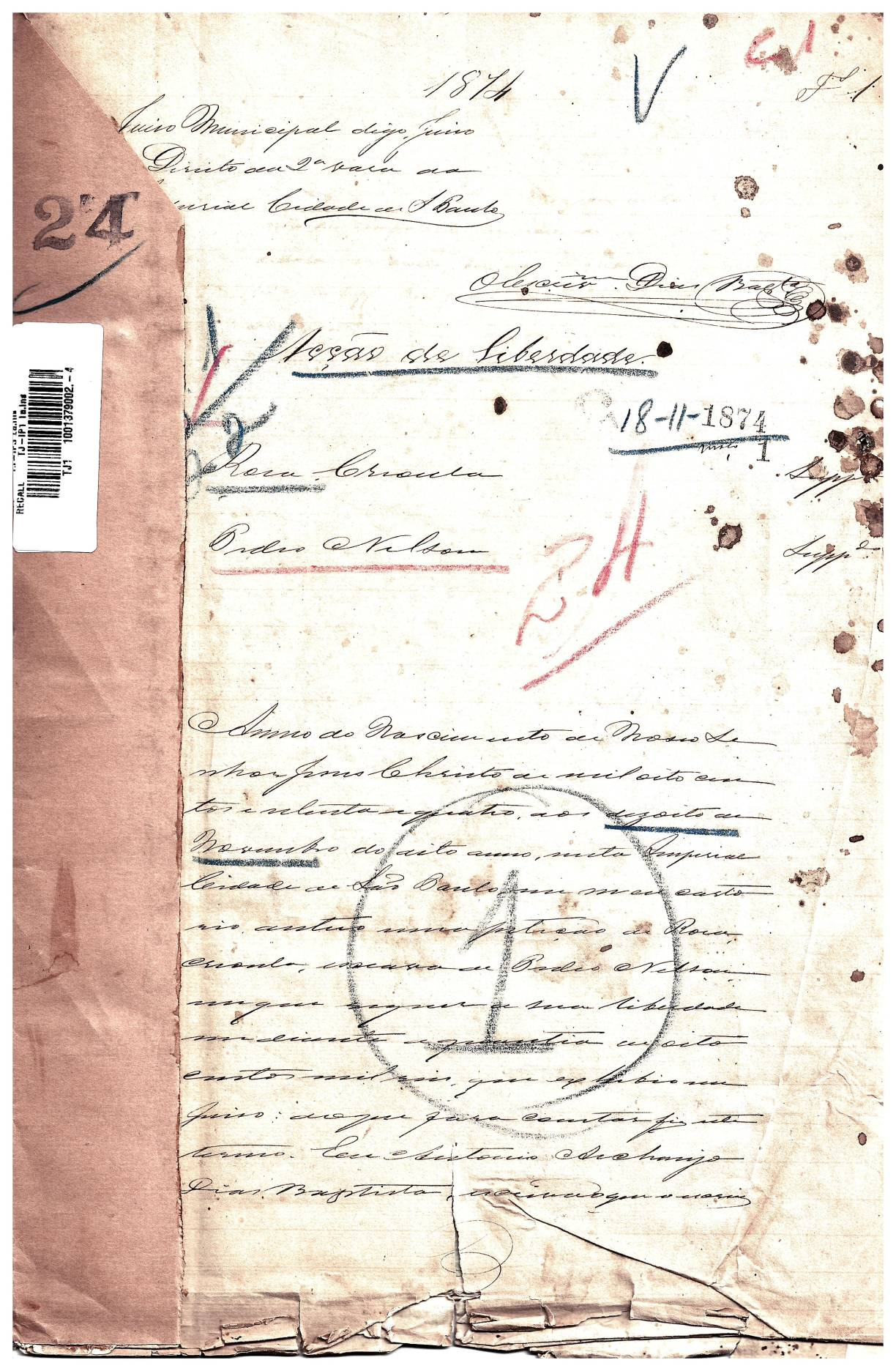
Ação de liberdade impetrada em favor de Rosa. Item do acervo do Arquivo Público do Estado de São Paulo (APESP).

Em sua carta autobiográfica a Lúcio de Mendonça, Gama estima que já havia libertado do cativeiro mais de 500 escravizados e num caso judicial de 1869, conhecido como "Questão Netto", Gama garantiu a liberdade de 217 escravizados, num ato considerado como a "maior ação coletiva de libertação de escravizados conhecida nas Américas", de acordo com a BBC.
Durante um júri Gama proferiu uma frase que se tornou célebre: O escravo que mata o senhor, seja em que circunstância for, mata sempre em legítima defesa — isto provocou tal reação ante os presentes que, com a confusão, o juiz se viu obrigado a suspender a sessão. A historiadora Ligia Fonseca Ferreira diz que na verdade esta frase apareceu na biografia de Luís Gama escrita por Lúcio de Mendonça e publicada no Almanaque Literário de São Paulo, explicando que "Esta frase não é do Luiz Gama, ela é desse amigo branco que escreveu sobre ele". Um artigo do Estado de São Paulo também diz que Gama nunca disse exatamente estas palavras e o historiador Bruno Rodrigues de Lima diz que este conceito reaparece várias vezes em sua obra. Num exemplo, na Carta a Ferreira de Menezes datada do dia 18 de dezembro de 1880, ao defender 4 escravizados considerados "quatro Espártacos" por Gama, que haviam assassinado o filho de seu senhor Valeriano José do Vale, e que haviam sido executados por 300 pessoas enquanto dentro da prisão pela "...faca, o pau, a enxada, o machado...", Gama disse:
...o escravo que mata o senhor, que cumpre uma prescrição inevitável de direito natural, e o povo indigno, que assassina heróis, jamais se confundirão.
Uma frase equivalente foi publicada no dia 19 de agosto de 1882 como subtítulo do artigo "Aos escravocratas", escrito por Raul Pompeia, no jornal "ÇA IRA" do Centro Abolicionista: “Perante o Direito, é justificável o crime de homicídio perpetrado pelo escravo na pessoa do senhor”.

#### Visões étnicas
Luís Gama era contra os afrodescendentes que agiam feito brancos ou mesmo se tornavam escravocratas cruéis e achava engraçado ver os escravocratas de origem multiétnica tentando passarem-se por brancos. Sobre seu pai, ele disse: “Meu pai, não ouso afirmar que fosse branco, porque tais afirmações, neste país, constituem grave perigo perante a verdade”. O coronel Teodoro Xavier odiava Luís Gama por já ter perdido um escravizado para ele e por isso o chamava de "Bode", tentando insultá-lo, ao qual um dia, o advogado respondeu: “Eu não sou bode, sou negro. Minha cor não nega. Bode é vossa excelência que pretende disfarçar, com essa cor clara, o mulato que está por baixo”.

### Atuação política
Em sua atuação política, Gama foi filiado ao Partido Liberal e antes do Manifesto Republicano ele já havia exposto suas ideias no artigo "O Brasil americano e as terras do Cruzeiro sem rei e sem escravos" publicado em 2 de dezembro de 1869. Depois, Gama  fez parte do grupo que pela primeira vez tentou fundar um partido republicano e em 2 de julho de 1873, ele veio a participar do Primeiro Congresso Republicano, já parte do Partido Republicano Paulista, onde descobriu que o partido e seus membros, muitos senhores de escravizados, não se importavam ou se interessavam com a questão abolicionista. Por acreditar que a abolição deveria ser imediata e sem indenização aos escravocratas, ele saiu do partido e passou a criticá-lo na mídia, críticas estas que também se estendiam à jornais que se diziam a favor da causa abolicionista, mas publicavam anúncios sobre a captura de escravizados.

## Morte e funeral
Já o escritor Raul Pompeia notara que Gama não ia bem de saúde; três dias antes de sua morte observara que este já não descia sem amparo as escadas de seu escritório, socorrendo-se do apoio dos amigos Pedro, Brasil Silvado ou dele próprio, Raul.
Gama tinha diabetes. Na manhã do dia 24 de agosto de 1882 ele havia perdido a fala e apesar da intervenção de mais de 20 médicos, esta foi a causa mortis que o vitimou naquela tarde, atestada pelo médico Jaime Perna.
Morto o grande abolicionista e libertador de escravizados, Raul Pompeia manifesta ter ficado incrédulo e, registrando cada momento do ato fúnebre, vai de imediato à casa do amigo, onde verifica que muitos já lá estavam, em vigília: diante da casa os homens choravam "como uns covardes", e as senhoras soluçavam. Seu corpo fora colocado num esquife, na sala da frente; um escultor molda seu rosto em gesso. O féretro saiu no dia seguinte, às três horas da tarde. Pouco antes de cerrar-se o caixão a viúva protagonizou um pranto dolorido. O cemitério ficava no outro extremo da cidade, e para sua condução um coche funerário estava preparado, mas a multidão que para ali acorrera não deixa que siga ali: o "amigo de todos" — como era conhecido — teria que ser "levado por todos". O comércio havia fechado as portas e flores eram jogadas para Gama.
O caixão surge, trazido pelos amigos do morto: o jornalista e membro do Centro Abolicionista Gaspar da Silva, Dr. Antônio Carlos, Dr. Pinto Ferraz, o Conselheiro Duarte de Azevedo, entre outros; adiante do féretro seguia uma enorme multidão, como aquela que se apertava ao lado, disputando a honra de carregar o caixão; atrás, uma grande quantidade de carruagens e, entre elas, o coche fúnebre vazio. Às quatro horas e cinco minutos o cortejo chegou ao Brás, onde uma banda o aguardava, e passou a acompanhá-lo tocando acordes tristes; na Ladeira do Carmo a Irmandade de Nossa Senhora dos Remédios se juntou ao enterro; chegando à "cidade", lojas cerraram suas portas e bandeiras se encontravam hasteadas a meio mastro, enquanto o povo apinhava-se nas ruas por onde o enterro passaria; nas janelas as famílias se espremem para assistir: ao longo de todo o caminho muitos são os que choram a perda.
O professor Otávio Torres registrou que Luís Gama morrera "aureolado por São Paulo"; Antônio Loureiro de Sousa, em 1949, registrou: "O seu enterro foi um espetáculo inédito: foi o maior de que há notícia naqueles tempos. A multidão que acompanhou o féretro, com todo silêncio e admiração, era obrigada a parar pelos numerosos discursos que interrompiam o cortejo fúnebre". Mais recentemente, em 2013, o articulista Zeca Borges declarou que "seu enterro foi o mais emocionante acontecimento da história da cidade de São Paulo".
Ali estavam pessoas de todas as classes, e todos disputavam a chance de poder carregar o esquife. Em dado momento levavam-no ao mesmo tempo o escravocrata Martinho Prado Júnior, de um lado e, do outro, altivo, um "pobre negro esfarrapado e descalço", no registro de Pompeia. Já era noite quando o cortejo chega finalmente ao campo santo da Consolação, e a multidão mantivera-se firme. Após uma breve parada para uma preleção por um padre na capela, onde foram depositadas as centenas de coroas de flores, finalmente o caixão foi levado à sepultura, onde a multidão esperava. Antes de descerem-no, contudo, alguém — o médico Clímaco Barbosa ou Antônio Bento, gritou para que todos esperassem; após um breve discurso no qual lembrou a importância de Luís Gama, levando todos às lágrimas, intimou que juntos prestassem um juramento de não deixar "morrer a ideia pela qual combatera aquele gigante": foi respondido por um brado geral da multidão que, mãos estendidas ao caixão, jurava.
Sua sepultura fora adquirida no mesmo dia do enterro em nome da esposa Claudina, segundo registrado no Livro 2, fls. 28, do Arquivo Municipal; está situado na Rua 2, sepultura 17.

### Efeitos do discurso
A morte de Gama e o discurso engajado junto ao seu túmulo marcaram o fim desta primeira fase do movimento abolicionista, marcadamente "legalista" (constituição de fundos para a aquisição de cativos e sua alforria, ações judiciais libertadoras) e teve início a fase de ações efetivas de combate aos escravistas: dirigida por Clímaco Barbosa, a campanha passou às "vias de fato", onde pessoas acolhiam escravizados fugidos, escondendo-os em suas casas até serem encaminhados ao Quilombo do Jabaquara, em Santos, e estimulando a fuga em massa das fazendas.
Um marco dessa ação foi a invasão da Chácara Pari por membros do Clube Abolicionista do Brás, com gritos de "Viva os abolicionistas, morram os escravocratas!"; pessoas como Barbosa, Antônio Bento, Feliciano Bicudo, entre outros notáveis e anônimos, passaram a figurar no rol de suspeitos da polícia.
Em 1879, ao reconhecer que sua doença agravava-se, Luís Gama passou a considerar métodos radicais e Antônio Bento, que havia abandonado o cargo de juiz para dedicar-se à luta antiescravagista era de suma importância nessa área e que depois foi considerado "o fantasma da abolição". Antônio Bento herdou a posição de advogado do Clube Abolicionista quando da morte de Gama. Posteriormente veio o Partido Abolicionista e o movimento dos Caifazes, liderado por Antônio Bento, que radicalizou a campanha abolicionista em ações como as descritas no primeiro parágrafo do tópico, o que tornou Antônio Bento o continuador imediato da obra de Luís Gama.

## Homenagens e influências

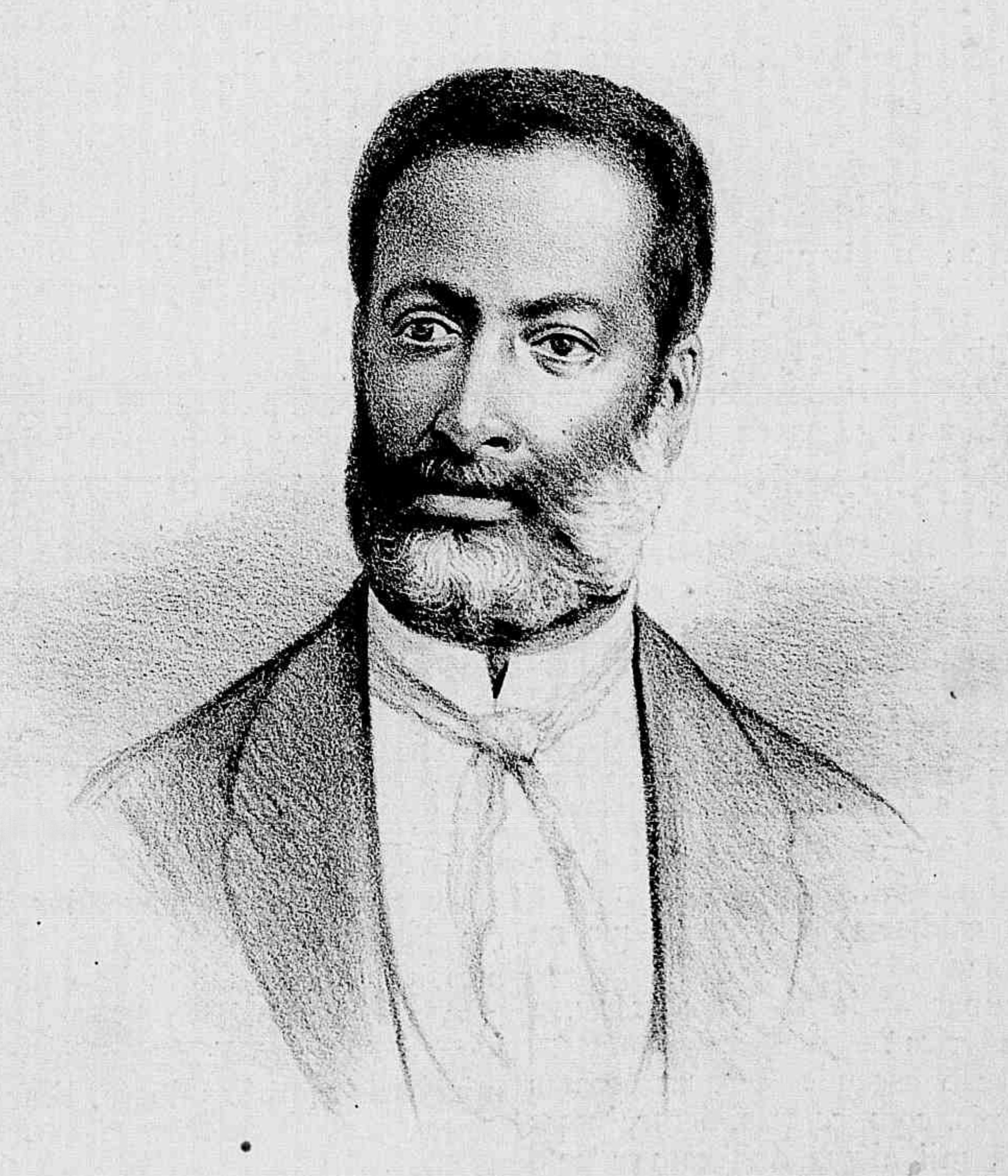
Desenho de Raul Pompeia, retratando Gama em O Mequetrefe.

Entre seus contemporâneos Gama foi alvo de várias homenagens. Raul Pompeia, no Gazeta de Notícias de 10 de setembro de 1882 escreveu o artigo intitulado Última página da vida de um grande homem, sobre ele; o mesmo autor fez-lhe uma caricatura, que foi publicada naquele mesmo ano, na primeira página do jornal carioca O Mequetrefe de agosto (nº 284) e, ainda, a novela inacabada A Mão de Luís Gama, publicada originalmente nas página do Jornal do Commercio, de São Paulo (1883), e o texto A Morte de Luíz Gama.
Alguns anos depois de sua morte, e em seguida à Abolição, foi fundada pelo maçom paulistano Góes e colaboração de irmãos das lojas Trabalho e Ordem e Progresso a Loja Luís Gama, com a iniciação de 25 negros.
Em sua homenagem, em 1919, a Estrada de Ferro Sorocabana (atual FEPASA) nomeou uma de suas estações, hoje praticamente em ruínas.[carece de fontes?]
Entre 1923–1926, naquilo que pode ser considerado como "segundo período de imprensa negra" no estado de São Paulo, surge na cidade de Campinas o jornal Getulino; nesta cidade o racismo se fazia sentir mais forte do que na própria capital daquele estado, e a publicação fazia parte do movimento por maior participação do negro na sociedade; seu título era uma "homenagem a Luís Gama que tinha como um de seus pseudônimos Getulino" e sua influência culminaria na criação de O Clarim da Alvorada, jornal da capital paulista.
No Largo do Arouche, em São Paulo, há um busto erguido à sua memória, erigido sob encomenda da comunidade negra por ocasião do seu centenário.

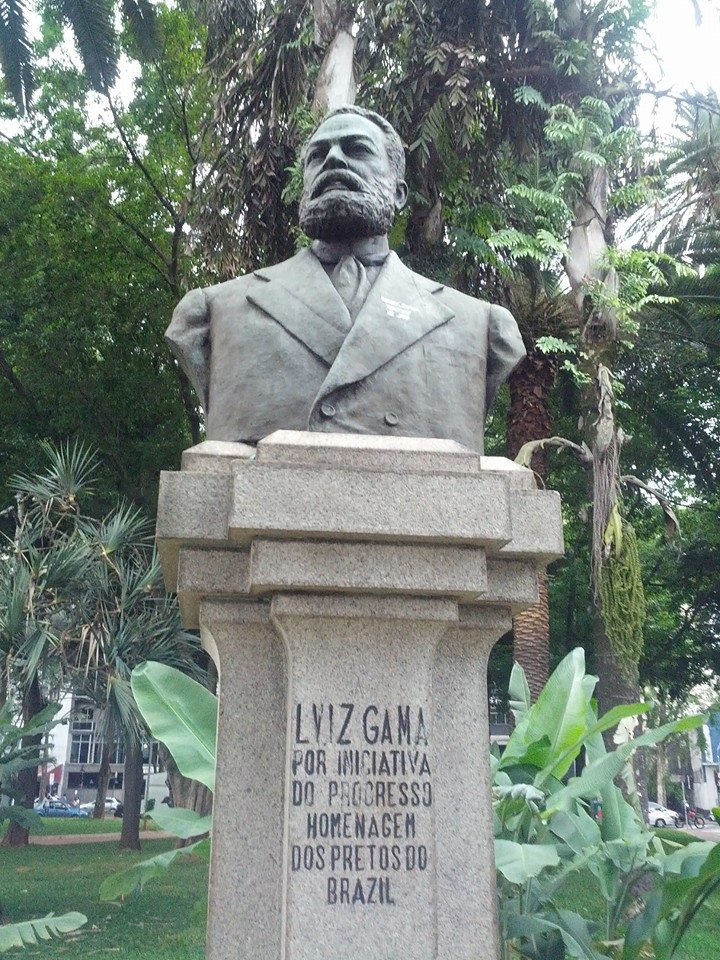
Busto de Gama, inaugurado em 1931, no Largo do Arouche

Ao longo do tempo influenciou diversos movimentos negros brasileiros, como o grupo literário Projeto Rhumor Negro de São Paulo, criado em 1988, para quem a carta de Gama a Mendonça é "dos mais importantes documentos históricos do povo brasileiro. (...) Face à dimensão da vida deste grande homem, esta carta, atravessando o tempo, é também endereçada a todos nós".
Em 2014, no rastro do sucesso do filme 12 Anos de Escravidão, a escritora Ana Maria Gonçalves, autora da obra romanceada sobre a vida de Gama Um Defeito de Cor, preparou um roteiro para um filme e também chamando a atenção da televisão brasileira — ressaltando que bem pouco se fala sobre a escravidão, em comparação a outros fatos históricos, como o holocausto durante a Segunda Guerra Mundial. Em 2015 foi iniciada a peça de teatro "Luiz Gama — Uma voz pela liberdade", tendo o ator e roteirista Deo Garcez como protagonista e a atriz Nivia Helen como narradora e vários personagens.
Em 2017, a Faculdade de Direito da Universidade de São Paulo, no Largo de São Francisco, deu o seu nome a uma de suas salas. Em 2018 seu nome foi inscrito no Livro de Aço dos heróis nacionais depositado no Panteão da Pátria e da Liberdade Tancredo Neves e foi reconhecido como jornalista pelo Sindicato dos Jornalistas de São Paulo.
Em 2019, foi anunciado que o cineasta Jefferson De filmaria a vida de Gama, com Fabrício Boliveira como o personagem na vida adulta. O filme, então em fase de produção, foi intitulado temporariamente como Prisioneiro da Liberdade, conta também com as participações dos atores Caio Blat e Zezé Motta. O nome do filme veio a ser Doutor Gama, tendo César Mello como o personagem principal e foi lançado em 2021.
Também em 2019, a história em quadrinhos Província Negra foi publicada após ser vencedora do edital Fomento Cultural da cidade de São Paulo, retratando uma aventura ficcional baseada na vida de Gama, que assume o papel de protagonista na aventura. O roteiro é assinado por Kaled Kanbour e a arte é de Kris Zullo.

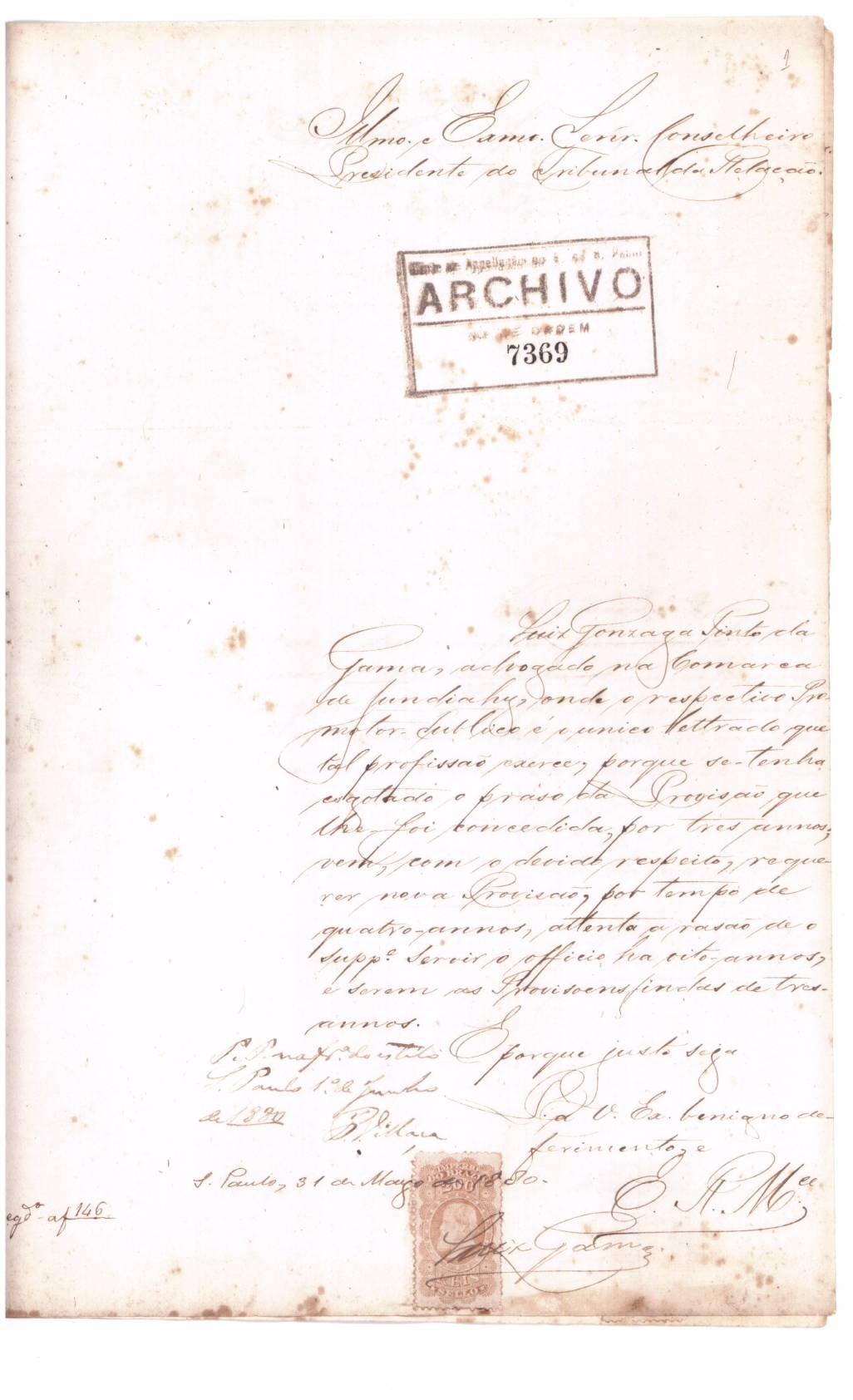
Requerimento de 1880 em que Luiz Gama solicita a renovação da sua provisão para advogar. Item do acervo do Arquivo Público do Estado de São Paulo (APESP).

Em 2021, a Universidade de São Paulo concedeu-lhe, postumamente, o título de doutor honoris causa, tornando-se o primeiro brasileiro negro a receber este título honorífico da USP.

### Título de "advogado"
133 anos após sua morte, em 3 de novembro de 2015 a Ordem dos Advogados do Brasil, Seção São Paulo, concedeu-lhe o título de "advogado", uma vez que não era formado e atuava como "provisionado" ou abolicionista. A cerimônia de homenagem, intitulada Luiz Gama: Ideias e Legado do Líder Abolicionista", contou com dois dias de eventos na Universidade Presbiteriana Mackenzie, através de debates e palestras. A homenagem é inédita na história da OAB; segundo seu Presidente nacional, Marcus Vinicius Furtado Coêlho, "Trata-se de uma justíssima homenagem a quem tanto lutou por liberdade, igualdade e respeito".

### Imagem no exterior
O site Black Past, voltado para história global africana e afroamericana, tem uma página com a biografia do poeta.
Em março de 2020, ocorreu o workshop Slavery, Freedom and Civil Law in the Brazilian Courts (1860-1888): How the Black Lawyer Luiz Gama Developed a Legal Doctrine that Freed Five Hundred Slaves na Universidade de Princeton.

## Obra completa
O historiador Bruno Rodrigues de Lima, do Instituto Max Planck, passou nove anos indo em arquivos e cartórios atrás da obra completa de Luís Gama, num projeto para a publicação de dez volumes e aproximadamente 5 mil páginas intitulado Obras Completas [de Luiz Gama], ao lado da editora Hedra. O projeto, publicado fora de ordem, será totalmente lançado até 2022.
Bruno Rodrigues procurou montar a linha do tempo de Luís Gama iniciando-se quando ele publicou seu primeiro texto aos 19 anos e entre suas descobertas na pesquisa, mostra-se o fato de que ele já era reconhecido como um advogado em sua época, não rábula-e que essa denominação pode ter sido criada para diminuí-lo.
- Luiz Gama (2021).  Bruno Rodrigues de Lima, ed. Democracia (1866 – 1869). Col: Obras Completas. 4 1 ed. [S.l.]: Hedra. 500 páginas. ISBN 9786589705123
- Luiz Gama (2023).  Bruno Rodrigues de Lima, ed. Direito (1870 – 1875). Col: Obras Completas. 5 1 ed. [S.l.]: Hedra. 486 páginas. ISBN 978-8577157341
- Luiz Gama (2023).  Bruno Rodrigues de Lima, ed. Crime (1877 – 1879). Col: Obras Completas. 7 1 ed. [S.l.]: Hedra. 380 páginas. ISBN 978-8577157334
- Luiz Gama (2021).  Bruno Rodrigues de Lima, ed. Liberdade (1880 – 1882). Col: Obras Completas. 8 1 ed. [S.l.]: Hedra. 446 páginas. ISBN 9786589705161

#### Artigos científicos
- Brandão, Roberto de Oliveira. «A Poesia Satírica de Luís Gama» (PDF). Boletim bibliográfico - Biblioteca Mario de Andrade. 49 (1/4). 8 páginas. Consultado em 27 de novembro de 2013. Arquivado do original (PDF) em 4 de fevereiro de 2014
- Braga-Pinto, César. «The Honor of the Abolitionist and the Shamefulness of Slavery: Raul Pompeia, Luís Gama and Joaquim Nabuco». University of Wisconsin Press. Luso-Brazilian Review (em inglês). 51 (2)
- Cruz, Ricardo Alexandre (2014). «A trajetória social e educacional do abolicionista Luís Gama: notas e anotações para a História da Educação brasileira.». Universidade Estadual do Oeste do Paraná. Travessias Revista. 8 (2)
- Ferreira, Lígia Fonseca (2019). «Luiz Gama autor, leitor, editor: revisitando as Primeiras Trovas Burlescas de 1859 e 1861». Scielo Brasil. Estudos Avançados. 33 (96)
- Ferreira, Ligia Fonseca (2007). «Luiz Gama: um abolicionista leitor de Renan». Estud. av. 21 (60). doi:10.1590/S0103-40142007000200021. Consultado em 23 de novembro de 2013
- Ferreira, Ligia Fonseca. «Luiz  Gama  por  Luiz  Gama:  carta  a Lúcio  de  Mendonça"» (PDF). Teresa. Revista de Literatura Brasileira da USP (8/9): 300-321. Consultado em 24 de novembro de 2013. Arquivado do original (PDF) em 4 de fevereiro de 2014
- Kennedy, James H (1974). «Luiz Gama: Pioneer of Abolition in Brazil». Association for the Study of African American Life and History. The Journal of Negro History (em inglês). 59 (3)
- Martins, Heitor (1996). «Luis Gama e a consciência negra na literatura brasileira». Universidade Federal da Bahia. Afro‑Ásia (17). Consultado em 1 de junho de 2021
- Oliveira, Sílvio Roberto dos Santos (2005). «Luiz Gama, o poeta invísivel». Universidade Estadual de Campinas. Sínteses. 10. Consultado em 1 de junho de 2021
- dos Santos, Jair Cardoso (2014). «Um olhar sobre a pedagogia de Luiz Gama: representações do negro no universo pré-adolescente» (PDF). 12 páginas. Cópia arquivada (PDF) em 30 de agosto de 2021

#### Livros
- Alonso, Angela (2015). Flores, votos e balas: O movimento abolicionista brasileiro (1868-88). Rio de Janeiro: Companhia das Letras
- Azevedo, Elciene (1999). Orfeu de Carapinha: A trajetória de Luiz Gama na imperial cidade de São Paulo. São Paulo: Editora da Unicamp
- Benedito, Mouzar (2011). Luiz Gama - o libertador de escravos e sua mãe libertária, Luíza Mahin (PDF) 2 ed. São Paulo: Expressão Popular. 80 páginas. ISBN 85-7743-004-9. Arquivado do original (PDF) em 27 de agosto de 2021
- Câmara, Nelson (2010). Advogado Dos Escravos. São Paulo: Lettera doc
- Gama, Luís; Ferreira, Lígia (2000). Primeiras trovas burlescas e outros poemas. São Paulo: Martins Fontes
- Kinsbruner, Jay.; Langer, Erick Detlef. (2008). Encyclopedia of Latin American history and culture 2 ed. Detroit: Gale. ISBN 9780684312705. OCLC 191318189
- Menucci, Sud (1938). O Precursor do Abolicionismo no Brasil: Luís Gama (PDF). São Paulo: Companhia Editora Nacional
- Santos, Luiz Carlos (2014). Luiz Gama. [S.l.]: Selo Negro Edições
- Silva, J. Romão (1954). Luís da Gama e suas Poesias Satíricas. Rio de Janeiro: Casa do Estudante do Brasil